# Rumunia w okresie komunizmu
Rumunia w okresie komunizmu – okres w dziejach Rumunii od zakończenia II wojny światowej do rewolucji rumuńskiej. Jedno z państw bloku wschodniego. Państwo zachowywało jedynie pozory demokracji, w gospodarce obowiązywały zasady socjalistyczne. Komuniści objęli władzę w Rumunii w 1947 roku dzięki pomocy radzieckiego sojusznika oraz metodycznie eliminując opozycję. Upadek rządów komunistycznych w Rumunii nastąpił wskutek wybuchu społecznego niezadowolenia, które przerodziło się w rewolucję w grudniu 1989 roku i stanowiło część procesu obejmującego całą środkowo-wschodnią Europę zwanego Jesienią Ludów.

## Geneza
Pod koniec II wojny światowej sprzymierzona z Niemcami Rumunia rządzona była przez dyktatora Iona Antonescu. W miarę jednak zbliżania się do jej granic Armii Czerwonej opozycja wobec Antonescu rosła. Wiosną 1944 roku główne przedwojenne partie polityczne zawiązały Blok Narodowo-Demokratyczny, który stawiał sobie za cel obalenie Antonescu, zerwanie z Osią i powrót rządów demokratycznych. Zdając sobie sprawę, że w powojennej Rumunii dużą rolę może odgrywać Związek Radziecki i związku ze wzrostem poparcia dla komunistów w skład Bloku zaproszono Rumuńską Partię Komunistyczną. Blok podjął współpracę z królem Rumunii Michałem I i 23 sierpnia 1944 roku ten wraz z paramilitarnym skrzydłem komunistów i częścią armii przeprowadził zamach stanu (przy wielkim poparciu społecznym), aresztując Antonescu i członków jego rządu. Powołany został nowy rząd, w którym poszczególne partie bloku miały po jednym ministrze bez teki. Król ogłosił jednocześnie zerwanie sojuszu z Niemcami, a następnego dnia wypowiedział im wojnę, stając tym samym po stronie aliantów. Z więzienia uwolniony został także Gheorghe Gheorghiu-Dej, który wkrótce stanął na czele partii komunistycznej w zasadzie zrywając z jej wcześniejszą tradycją. W ciągu kilku kolejnych dni wojska radzieckie opanowały dużą część Rumunii, łącznie z Bukaresztem (cały kraj opanowany został do końca października). 13 września podpisany został oficjalny układ rozejmowy, który pozwalał wojskom radzieckim stacjonować w Rumunii i dawał im faktyczną kontrolę nad krajem, a Rumunię zobowiązywał do zbrojnego udziału w wojnie przeciwko Niemcom. Postanowiono też powrocie do granic z 1940 roku (tj. ponownym oddaniu Besarabii i północnej Bukowiny ZSRR oraz odzyskaniu północnego Siedmiogrodu). Powołana została Sojusznicza Komisja Kontroli, na której czele stanął marszałek Rodion Malinowski.
Dominacja radziecka w Rumunii powodowała wzrost znaczenia popieranych przez nich komunistów. Partia komunistyczna szybko zwiększała swoją liczebność. Już we wrześniu 1944 r. komuniści zażądali powiększenia swojego udziału w rządach (poprzez przyłączenie do Bloku Narodowo-Demokratycznego zależnych od nich ugrupowań), a po odmowie wycofali się z udziału w rządzie. Powołali jednocześnie Front Narodowo-Demokratyczny skupiający komunistów oraz mniejsze ugrupowania polityczne (socjaldemokraci, Front Oraczy, Socjalistyczna Partia Chłopska Mihaia Ralea, Węgierska Unia Ludowa i Unia Patriotów Mitiță Constantinescu), głoszący hasła reformy rolnej, nacjonalizacji banków i ciężkiego przemysłu oraz bliskiego związania się z ZSRR. Wzmożona działalność opozycji spowodowały upadek rządu na początku listopada 1944 roku. Nowy gabinet już w 1/3 składał się z polityków komunistycznych i partii sojuszniczych, a Petru Groza z Frontu Oraczy został wicepremierem. Jednak najważniejsze resorty pozostały w rękach polityków niekomunistycznych, a komuniści wywołali zamieszki pod pretekstem protestu przeciwko obsadzie stanowiska ministra spraw wewnętrznych. Przy ich okazji i przy współpracy z wojskami radzieckimi, komuniści zaczęli także przejmować lokalną administrację. Także za pośrednictwem Sojuszniczej Komisji Kontroli Moskwa wpływała na osłabienie rządu rumuńskiego i partii opozycyjnych wobec komunistów. Do kolejnych sporów między komunistami a ich rywalami doszło na początku 1945 roku.
Pod koniec stycznia nowy program ogłosiła partia komunistyczna, wycofując się z wielu radykalnych postulatów (m.in. nacjonalizacji banków i przemysłu). Grupa secesjonistów z jednej z zachowawczych partii ogłosiła przystąpienie do Frontu Narodowo-Demokratycznego. Wkrótce wybuchła nowa fala demonstracji i zamieszek, w efekcie czego wskutek interwencji radzieckiej na początku marca powołany został nowy rząd, złożony z działaczy Frontu Narodowo-Demokratycznego, z Petru Grozą na czele. Nowy rząd natychmiast przystąpił do przeprowadzenia reformy rolnej która była jednak daleka od leninowskich wzorów, a nawet o bardziej łagodna niż reforma z 1923 roku.
Głównym ośrodkiem skupiającym opozycję i posiadającym narzędzia polityczne pozwalające mu walczyć z komunistami był król Michał. W sierpniu 1945 r. zwrócił się do wszystkich mocarstw o pomoc w sformowaniu nowego rządu, reprezentującego wszystkie siły polityczne. Działanie to nie przyniosło efektu, wobec czego król próbował sparaliżować komunistów odmawiając podpisywania przedkładanych mu dekretów. Sytuacja zaogniała się, w efekcie czego decyzją trzech mocarstw komuniści poszli na kompromis: dokooptowali do rządu dwóch przedstawicieli opozycji, a nowy gabinet miał przygotować demokratyczne i wolne wybory parlamentarne. To spowodowało uznanie rządu i nawiązanie z nim stosunków dyplomatycznych przez mocarstwa zachodnie.
W maju 1946 roku Front Narodowo-Demokratyczny przekształcił się w wyborczy Blok Partii Demokratycznych. W programie komuniści nadal unikali radykalnych postulatów, nie żądali też likwidacji monarchii. Rząd przedstawił też ordynację wyborczą, dającą m.in. prawa wyborcze kobietom. Wybory odbyły się 19 listopada i według oficjalnych wyników zdecydowane zwycięstwo odnieśli komuniści: Blok Partii Demokratycznych miał otrzymać 69% głosów, co dało mu 348 spośród 414 miejsc w parlamencie. Opozycja ogłosiła protest przeciwko warunkom, w jakich wybory się odbywały oraz sfałszowaniu ich wyników; wystąpiła z rządu i zaapelowała o bojkot parlamentu do króla. Ten jednak, obawiając się utraty tronu, uznał wynik wyborów i powierzył Grozie utworzenie nowego rządu. Także mocarstwa zachodnie nie zbojkotowały nowych władz.

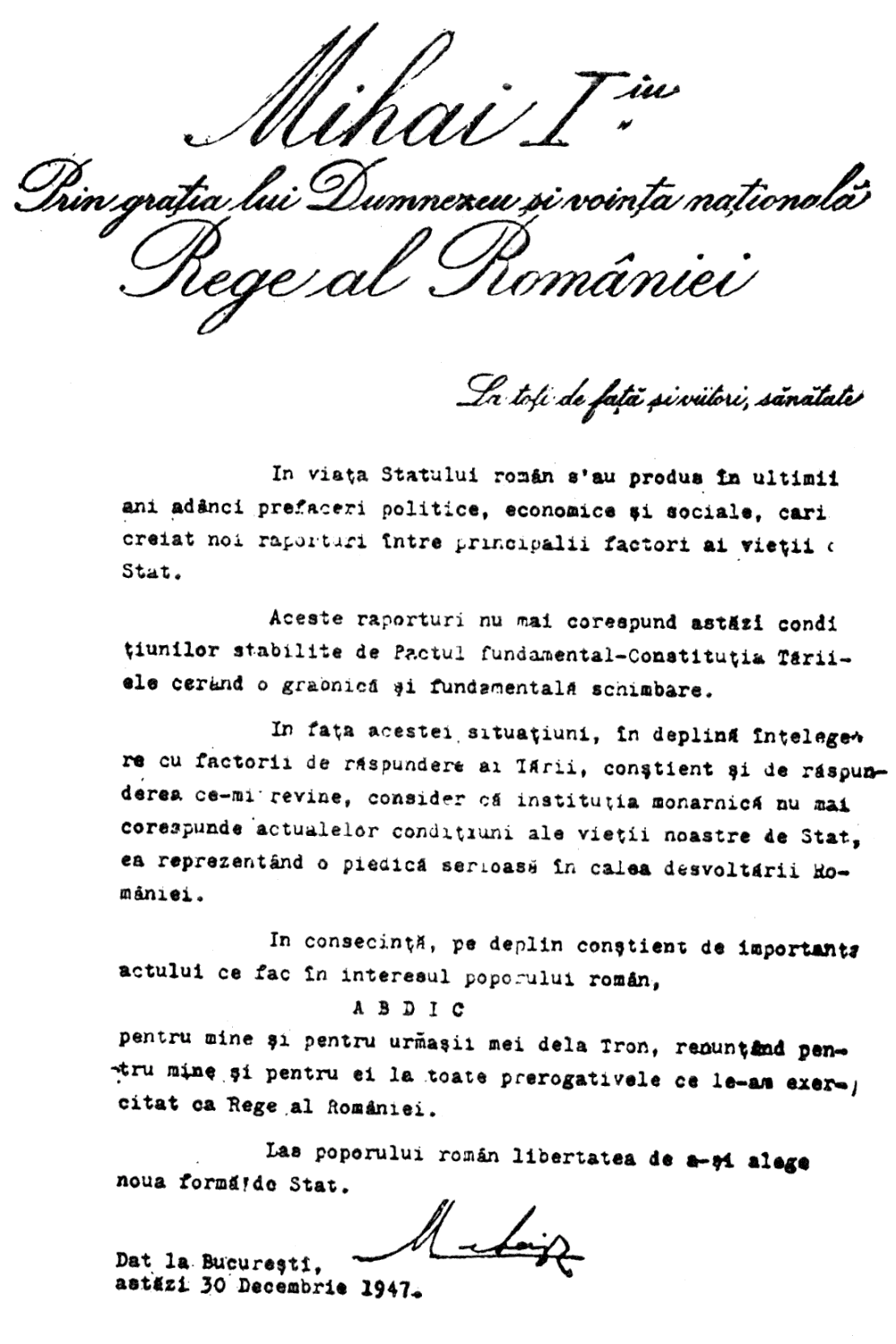
Akt abdykacji Michała I

10 lutego 1947 roku Rumunia jako jedno z państw sprzymierzonych z Niemcami podpisała traktat paryski z aliantami. Na jego mocy usankcjonowano powrót do granic z 1940 roku oraz obowiązek zapłaty reparacji na rzecz ZSRR. Zapowiedziano także opuszczenie Rumunii przez wojska radzieckie (co stało się do końca roku) i likwidację Sojuszniczej Rady Kontroli. Podpisanie traktatu pokojowego uwolniło ręce komunistów, dotąd tolerującym opozycję podczas negocjacji z mocarstwami zachodnimi. Aresztowano najważniejszych działaczy opozycji (m.in. pod zarzutem spiskowania z USA), represje dotknęły polityków z partii liberalnej, którzy przystąpili do Frontu Narodowo-Demokratycznego w 1945 roku za poparcie przez nich propozycji przystąpienia Rumunii do Planu Marshalla. W listopadzie faktycznie internowano króla, a 30 grudnia 1947 roku zmuszono go do abdykacji i ogłoszono powstanie Rumuńskiej Republiki Ludowej (rum. Republica Populară Româna). 3 stycznia 1948 roku Michał udał się na emigrację.

## Walka o władzę w nowej republice

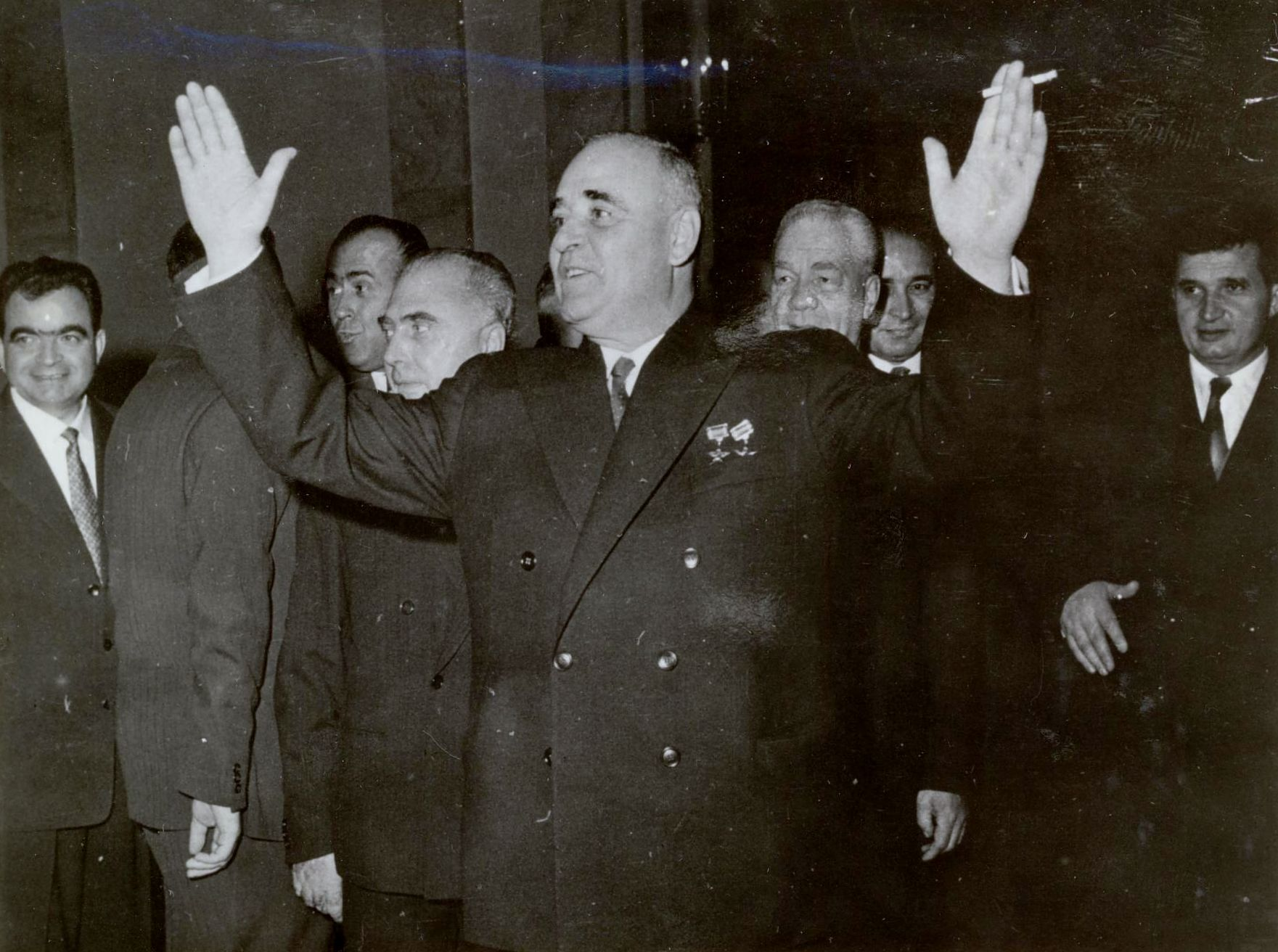
Gheorghe Gheorghiu-Dej

Od 1947 roku niepodzielną władzę w kraju sprawowali komuniści. Na czele rządu stał Petru Groza z sojuszniczego Frontu Oraczy, ale faktyczną władzę posiadali komuniści. W 1948 roku partia komunistyczna wchłonęła partię socjaldemokratyczną (powstała wówczas Rumuńska Partia Robotnicza, RPR, na jej czele stał nadal Gheorghiu-Dej). Drobniejsze partie, włączone w powołany w 1948 r. Front Demokracji Ludowej rozwiązywały się stopniowo, ostatnia z nich – Front Oraczy w 1953 roku. W wyborach do Wielkiego Zgromadzenia Narodowego 28 marca 1948 r. według oficjalnych wyników frekwencja miała wynieść 91%, a Front Demokracji Ludowej miał otrzymać 91% głosów, co dało mu 405 z 414 mandatów. 13 kwietnia tego samego roku Zgromadzenie uchwaliło nową konstytucję Rumunii. Wzorowana była na konstytucji ZSRR i zapowiadała przemiany w duchu socjalistycznym. Na czele państwa znalazło się Prezydium Zgromadzenia jako kolegialny urząd prezydencki. Partia dokonała serii zmian gospodarczych: Bank Narodowy Rumunii został w pełni przekazany w skład własności publicznej (grudzień 1946) i przeprowadziła reformy walutowe. Rząd ponadto jawnie potępił plan Marshalla. Od 11 czerwca 1948 roku postępowała nacjonalizacja i wdrażanie gospodarki planowanej. W 1950 roku przyjęty został pierwszy plan pięcioletni opracowany przez komisję Mirona Constantinescu. Inaczej sprawa wyglądała z kolektywizacją, która była wdrażana stopniowo aż do początku lat 60. W 1950 roku partia (która sama określała się jako awangardę klasy pracującej) stwierdziła, że osoby pochodzenia proletariackiego sprawują 64% urzędów partyjnych i 40% wyższych stanowisk państwowych (co i tak było wskaźnikiem niższym niż zakładano).
W 1949 roku Rumunia stała się członkiem Rady Wzajemnej Pomocy Gospodarczej, a w 1955 r. także Układu Warszawskiego. Wewnątrz Rumunii narastała centralizacja władzy. Faktyczną kontrolę nad państwem sprawowało biuro polityczne RPR, kierowane przez Gheorghiu-Deja. Inne instytucje państwowe miały w coraz większym stopniu rolę fasadową, a wybory parlamentarne stanowiły jedynie formalność. Na początku lat 50. doszło do walki frakcyjnej w partii. Konflikt toczył się pomiędzy „skrzydłem moskiewskim”' (składającym się z komunistów, w dużej mierze żydowskiego pochodzenia, którzy powrócili do Rumunii z emigracji w ZSRR) a „frakcją więzienną” (czyli działaczami wywodzącymi się ze środowiska więźniów politycznych) Gheorghiu-Deja. W 1952 roku zawiązał z nimi chwilowy sojusz taktyczny w celu eliminacji „skrzydła sekretariatu” Lucrețiu Pătrășcanu. Po eliminacji tej frakcji Gheorghiu-Dej ponownie rozpoczął rywalizację z „Moskalami”, których z partii odsunął jeszcze w 1952 roku, usuwając od władzy wicepremier i minister spraw zagranicznych Anę Pauker.

## Rządy Gheorghiu-Deja
Po 1956 roku Gheorghiu-Dej poparł Nikitę Chruszczowa w procesie destalinizacji (według samego Gheorghiu-Deja destalinizacja w Rumunii ruszyła już po 1952 roku, gdy przejął on w partii pełnię władzy). Gheorgiu-Dej oskarżył w tym czasie dawną rywalkę polityczną Anę Pauker i jej frakcję za stalinowskie ekscesy partii w latach 40. i na początku 50. (w szczególności w odniesieniu do kolektywizacji) i określił ich jako partyjnych stalinowców (choć niejednokrotnie byli oni mniej radykalni niż Gheorgiu-Dej). Rozpoczynając destalinizację Gheorghiu-Dej otoczył się działaczami lojalnymi wobec jego własnych poglądów politycznych, wśród nich znaleźli się Nicolae Ceaușescu, Gheorghe Stoica, Ghizela Vass, Grigore Preoteasa, Alexandru Bârlădeanu, Ion Gheorghe Maurer, Gheorghe Gaston Marin, Paul Niculescu-Mizil i Gheorghe Rădulescu. Lider rumuńskich komunistów potępił ponadto dziedzictwo Józefa Stalina, potępił jego kult jednostki i zachęcał stalinistów do samokrytyki.
W pierwszej fazie rządów Gehorghiu-Dej prowadził proradziecką politykę zagraniczną. Rumunia poparła interwencję ZSRR przeciwko rewolucji węgierskiej 1956 roku oraz potępiła jej przywódców w tym Imre Nagyego. Na przełomie lat 50. i 60. zaostrzył jednak kurs wobec ZSRR, a po destalinizacji komunizm i nacjonalizm przeniknął się tworząc tzw. narodowy komunizm. Kurs był podyktowany w dużej mierze osobistymi poglądami Gheorghiu-Deja który był zwolennikiem gospodarczej niezależności i dystansowania się od RWPG. Rumuński premier w ramach tej polityki w 1954 roku porzucił politykę zakładającą skupienie się na wymianie handlowej z ZSRR. Premier zlikwidował następnie rumuńsko-radzieckie przedsięwzięcia kulturalne. Chcąc zapewnić Rumunii niezależność gospodarczą sekretarz generalny rozpoczął uprzemysłowienie i stworzył kompleks przemysłowy w Galati mający zakończyć okres uzależnienia Rumunii od importu żelaza z zagranicy. W 1957 roku Gheorghiu-Dej i Emil Bodnăraș przekonali Sowietów do wycofania swoich wojsk z terenów Rumunii a jeszcze rok wcześniej rząd Rumunii pogodził się z jugosłowiańską administracją Josipa Broz Tito co poskutkowało serią wspólnych jugosłowiańsko-rumuńskich projektów gospodarczych (rozwijanych szczególnie w Żelaznej Bramie).
W marcu 1961 Gehorghiu-Dej objął funkcję przewodniczącego Prezydium Wielkiego Zgromadzenia Narodowego, stając się formalną głową państwa. W tym samym roku rozpoczęła się drastyczna rozbieżność ideologiczna między ZSRR a Rumunią. Choć Rumunia w trakcie rozłamu chińsko-radzieckiego pod koniec lat 50. i albańsko-radzieckiego w 1961 roku poparła początkowo stanowisko Chruszczowa, utrzymała wyjątkowe dobre stosunki zarówno z Chinami i Albanią. Rumuńskie media jako jedyne spośród Układu Warszawskiego nie skrytykowały Chin, w zamian za co urzędnicy maoistowscy poparli rumuński nacjonalizm twierdząc, że Besarabia (zajęta przez ZSRR w pierwszej fazie II wojny światowej) jest ofiarą tradycyjnego rosyjskiego imperializmu. W 1964 roku rząd odrzucił radziecki plan utworzenia ponadnarodowych jednostek gospodarczych Europy Środkowo-Wschodniej (w ramach którego Rumunia miała dostarczać produktów rolnych) i zgłosiła kilka kontrpropozycji. W tym samym roku doszło do kilku radykalnych zmian w doktrynie państwowej – Gheorghiu-Dej zatwierdził opublikowanie przez Andrieja Oțeteę rusofobicznych prac Karola Marksa (odkrytych przez polskiego historyka Stanisława Schwanna). W 1961 roku ograniczono też nauczanie języka rosyjskiego w rumuńskich szkołach. Sama partia była coraz bardziej krytyczna wobec Chruszczowa, a pod koniec kwietnia 1964 roku w gazecie Scînteia ogłoszono zaangażowanie partii na rzecz „narodowej ścieżki” komunizmu (stwierdzono, że w komunizmie nie istnieje podział rodzaju rodzic i syn, czy partia lepsza i podległa). Tendencje narodowe znalazły też odzwierciedlenie w polityce wobec mniejszości narodowych, m.in. w 1960 roku. Zmieniono granice powołanego w 1952 r. Węgierskiego Okręgu Autonomicznego. Pod koniec 1964 roku kierownictwo Partii Robotniczej starło się z nowo wybranym przywódcą ZSRR Leonidem Breżniewem w kwestii nadal obecnych w rumuńskich służbach Securitate doradcach KGB. Ostatecznie Rumunii udało się wyrzucić ze służb doradców KGB (jako pierwszemu państwu w europejskim bloku wschodnim). Także stosunki gospodarcze z krajami kapitalistycznymi stopniowo się rozwijały (szybciej niż w innych państwach bloku wschodniego).
Polityka Gheorghiu-Deja zaowocował tym, że Rumunia zdobyła większą swobodę w realizacji własnego programu rozwojowego. Uniezależnienie się dotyczyło głównie stosunków gospodarczych i współpracy wojskowej. Mimo nacjonalizmu, Partia Robotnicza stała się coraz bardziej popularna wśród rumuńskich nacjonalistów a ostatni etap rządów Gheorghiu-Deja była powszechnie utożsamiany z liberalizacją systemu.

## Rządy Nicolae Ceaușescu

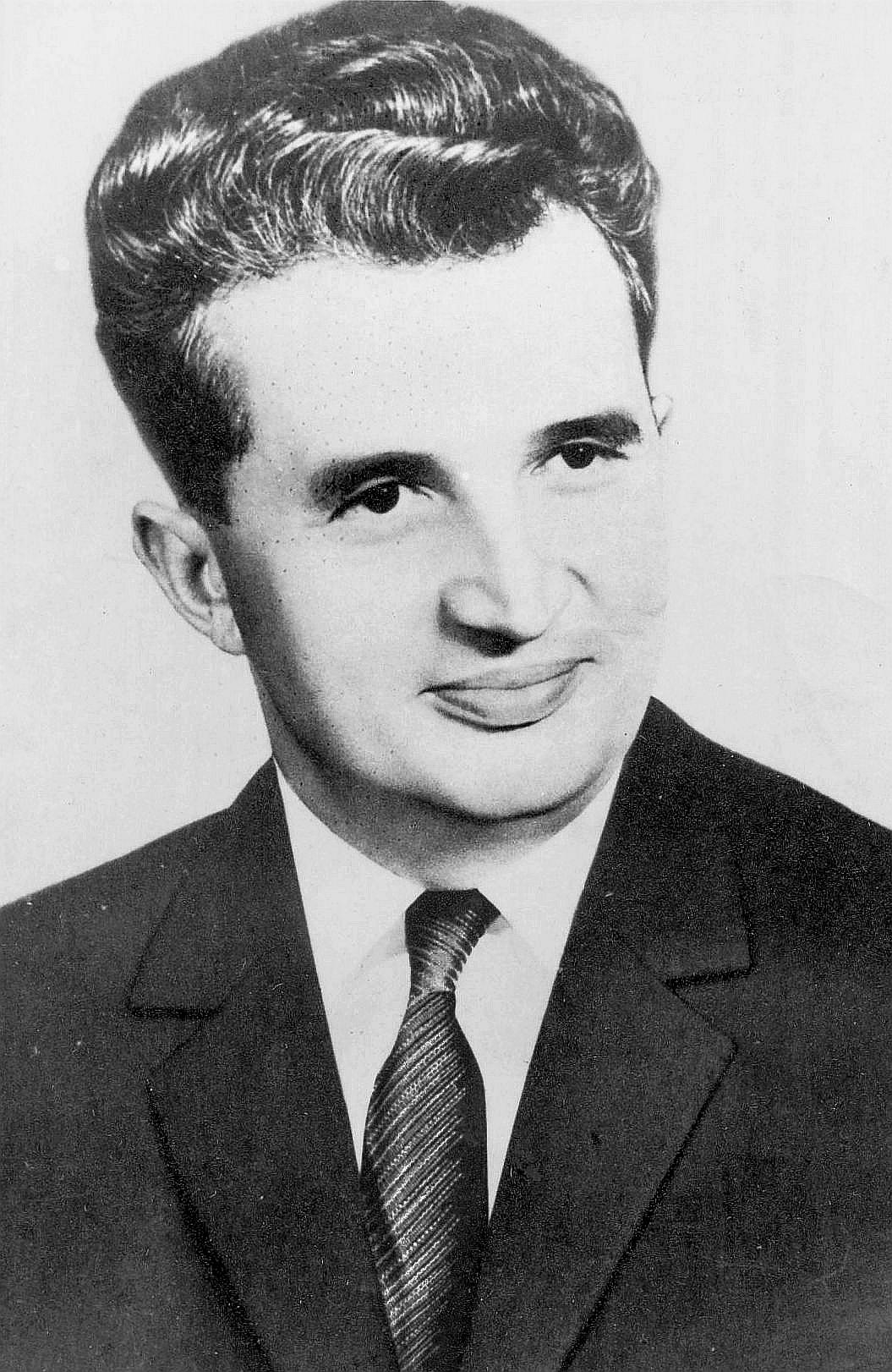
Nicolae Ceaușescu

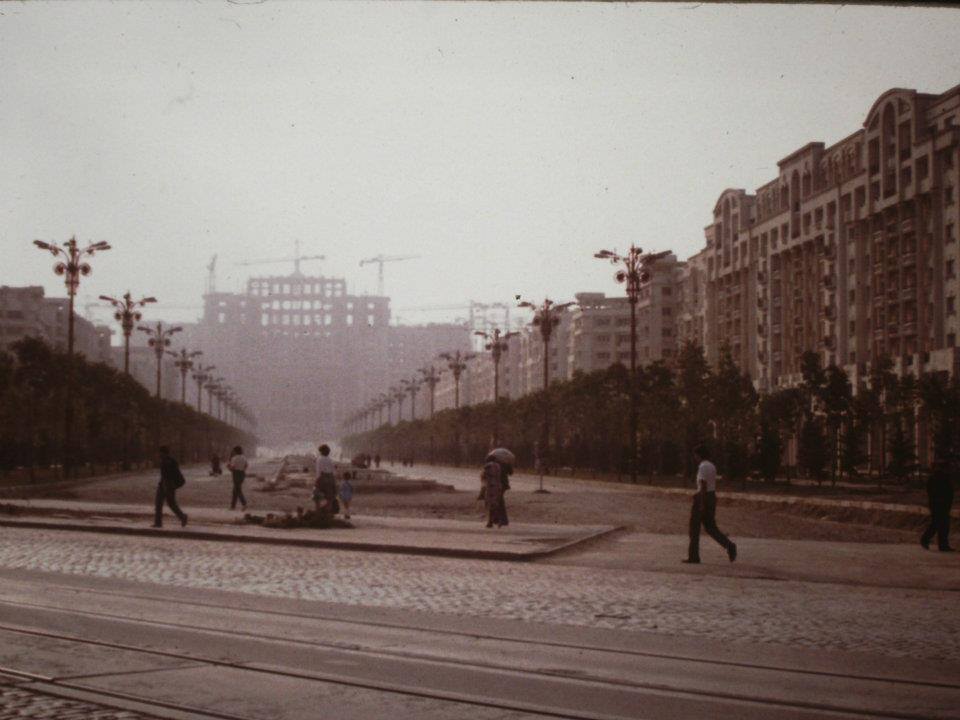
Budowa Domu Ludowego w Bukareszcie

Gheorghe Gheorghiu-Dej zmarł w marcu 1965 roku. Zaraz po jego śmierci rozpoczęła się rywalizacja o kierownictwo w RPR, z której zwycięsko wyszedł Nicolae Ceaușescu uważany za kandydata kompromisowego. Już latem tego roku najpierw przywrócił kierowanej przez siebie partii jej dawną nazwę (Rumuńska Partia Komunistyczna, RPK), a następnie (21 sierpnia) zmieniona została konstytucja. Zmiany te wynikały z uznania przez Ceaușescu, że w Rumunii zbudowano już socjalizm. Ceaușescu stanął na czele Rady Państwa powołanej w miejsce Prezydium Wielkiego Zgromadzenia Narodowego, uprawnionej do wydawania dekretów (później, w 1974 roku, powołano stanowisko prezydenta, które objął także Ceaușescu). Konstytucja zapewniała władzę RPK. Zmieniono też nazwę państwa na Socjalistyczną Republikę Rumunii (rum. Republica Socialistă de România).
W 1966 roku Ceaușescu cieszący się opinią purytanina wprowadził politykę mającą na celu podniesienie bardzo niskiego wskaźnika rozrodczości w tym celu wprowadzono całkowity zakaz aborcji. Rząd wprowadził również dekret zakazujący rozwodów – konserwatywne działania przywódcy były być może podyktowane przez żonę Nicolae, Elenę. W 1967 roku Ceaușescu powołał specjalną komisję partyjną do zbadania nadużyć władzy w okresie rządów Gheorghiu-Deja. W wyniku jej prac rehabilitowano wielu działaczy straconych za sprawą poprzedniego przywódcy (w tym Lucrețiu Pătrășcanuę) oraz obciążono winą za represje Gheorghiu-Deja, który został w 1968 roku potępiony.
W 1968 roku niezależność Rumunii od Związku Radzieckiego znalazła swój wyraz w nieuczestniczeniu przez Rumunię w interwencji Układu Warszawskiego w Czechosłowacji, a ponadto otwarcie potępił interwencję. Już na tydzień przed interwencją, rumuński przywódca odwiedził Pragę, gdzie udzielił poparcia tamtejszemu liberalnemu przywódcy Alexandrowi Dubčekowi. Ceaușescu po interwencji zdecydował się na tworzenie ochotniczych oddziałów mających bronić niepodległości kraju w przypadku zagrożenia radziecką interwencją. Ceaușescu kontynuował antyradziecki kurs i potępił aneksję Besarabii przez ZSRR, a do problemu besarabskiego powrócił nawet u schyłku władzy w 1989 roku. Niezależność od ZSRR powodowała odosobnienie Rumunii w bloku wschodnim i skłoniła Rumunię do poszukiwania nowych sojuszników – już w 1965 roku Ceaușescu spotkał się z delegacją chińską a rok później osobiście spotkał się z przywódcą Jugosławii będącej liderem Ruchu Państw Niezaangażowanych, Josipem Broz Tito. Do kolejnego spotkania przywódców doszło w 1969 roku, a w jej trakcie obaj przywódcy opowiedzieli się za polityką niezaangażowania w zimną wojnę. W latach 70. Rumunia aktywnie wspierała zagraniczne ruchy rewolucyjne, w tym te będące przeciwnikiem państw bloku wschodniego.
Rumunia rozpoczęła również politykę otwartości wobec Stanów Zjednoczonych i Europy Zachodniej. Seria oficjalnych wizyt w krajach Zachodu (w tym w USA, Francji, Wielkiej Brytanii i Hiszpanii) sprawiło, że Ceaușescu zyskał na Zachodzie opinię reformowanego komunisty i oświeconego przywódcy. Rumunia była pierwszym i jedynym krajem bloku wschodniego, który nawiązał oficjalne umowy handlowe ze Wspólnotą Europejską. W 1971 roku kraj dołączył do GATT (Układ Ogólny w sprawie Taryf Celnych i Handlu). Ponadto jako pierwszy kraj Układu Warszawskiego, Rumunia oficjalnie uznała RFN, dołączyła do Międzynarodowego Funduszu Walutowego i jako pierwsza stała się celem wizyty prezydenta USA (był nim Richard Nixon). Równocześnie zrezygnowano z socrealizmu i zezwolono na promocję sztuki nowoczesnej, w tym amerykańskiej. Pod jego rządami Rumunia zyskała międzynarodowy szacunek i była w stanie pośredniczyć w konfliktach międzynarodowych. W 1984 roku Rumunia była jednym z trzech państw rządzonych przez partie komunistyczne (pozostałe to Chińska Republika Ludowa i Jugosławia), które brały udział w organizowanych przez Amerykanów letnich Igrzyskach Olimpijskich.
Pod jego rządami w ideologii państwowej coraz wyraźniej pojawiły się elementy nacjonalizmu. Nowa ideologia państwowa łączyła ze sobą marksizm-leninizm i skrajnie prawicowy nacjonalizm okresu międzywojennego. Zrehabilitowano część dawnych działaczy prawicowych. Nagłaśniano tradycje dackie Rumunii i romańskość ich języka podkreślając w ten sposób związki Rumunii z Zachodem.

## Upadek rządów komunistycznych

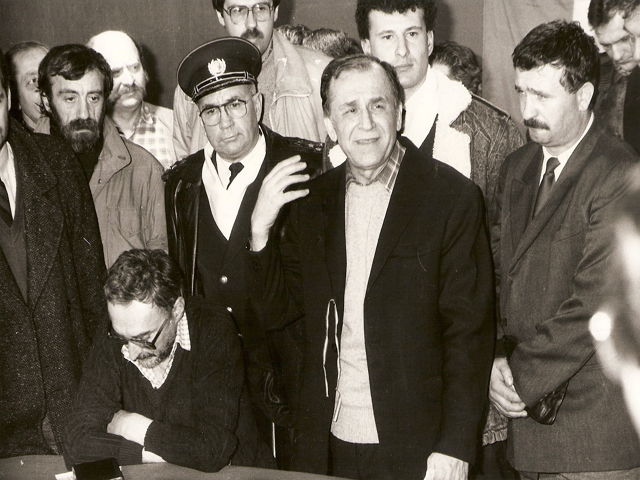
Ion Iliescu w rumuńskiej telewizji podczas rewolucji

Obalenie rządów komunistycznych w Rumunii nastąpiło w drodze przewrotu zbrojnego (był to jedyny taki przypadek w krajach europejskich bloku wschodniego). Początkowo wydarzenia Jesieni Ludów w sąsiednich krajach nie znajdywały szerszego oddźwięku w Rumunii, a Nicolae Ceaușescu wyraźnie deklarował wolę utrzymania rządów komunistycznych. Dużą rolę odgrywał tutaj brak zorganizowanej opozycji antykomunistycznej.
Przełom nastąpił w grudniu 1989 roku. W dniach 16–19 grudnia doszło do wystąpień ludności w Timișoarze, których pierwotnym powodem była obrona miejscowego, węgierskiego ewangelickiego pastora. Protest, do którego przyłączyła się ludność rumuńska nabrał charakteru antyrządowego i doszło do walk z policją i wojskiem, w których padło ok. 100 zabitych. Wydarzenia te znalazły oddźwięk w całym kraju, co skłoniło do powrotu do Bukaresztu dyktatora i zwołania przezeń masowego wiecu w stolicy, który miał okazać poparcie dla rządów komunistycznych w Rumunii. Jednak wiec, odbywający się 21 grudnia, przerodził się w manifestację antyrządową, rozpędzoną przez wojsko i policję (tu również padli zabici). Już następnego dnia jednak doszło do ponownych, jeszcze potężniejszych manifestacji, a po stronie ludności stanęły oddziały wojska rumuńskiego. W walkach z policją i siłami bezpieczeństwa padły setki zabitych. Ceaușescu wraz z żoną musiał 22 grudnia uciekać ze zdobywanego przez manifestantów gmachu Komitetu Centralnego RPK, ale jeszcze tego samego dnia został aresztowany i przewieziony do Bukaresztu.
Jednocześnie 22 grudnia grupa działaczy, w większości z Rumuńskiej Partii Komunistycznej, proklamowała powstanie Frontu Ocalenia Narodowego i ogłosiła odsunięcie Ceaușescu oraz przejęcie władzy, a także zapowiedziała zaprowadzenie demokracji i przywrócenie swobód obywatelskich. 24 grudnia Ion Iliescu, były członek Komitetu Centralnego RPK, został ogłoszony przez Front tymczasowym prezydentem Rumunii. Jednocześnie nadal trwały, choć z coraz mniejszym nasileniem, walki z Securitate, a także przeprowadzono szybki proces Ceaușescu i jego żony. Sąd wojskowy wydał 25 grudnia wyrok śmierci wobec obojga, który natychmiast wykonano.
Front Ocalenia Narodowego poszerzył swój skład i 29 grudnia przejął rolę tymczasowego parlamentu. Następnego dnia wydał dekret o rejestracji partii politycznych. 1 stycznia 1990 roku została oficjalnie rozwiązana Securitate, w lutym Front Ocalenia Narodowego przekształcił się w partię polityczną (nadal jednak sprawował władzę), a w maju 1990 r. odbyły się wolne wybory parlamentarne (zwycięstwo odniósł Front Ocalenia Narodowego). Władza w Rumunii pozostała zatem w rękach byłych działaczy Rumuńskiej Partii Komunistycznej, zmienił się jednak ustrój, zaprowadzono swobody demokratyczne i gospodarkę rynkową.